# シアワセのエナジー/祭りの夜〜君を好きになった日〜
「シアワセのエナジー/祭りの夜〜君を好きになった日〜」（シアワセのエナジー/まつりのよる〜きみをすきになったひ〜）は、LinQの4thシングル。

## 概要
7月19、20、21日付のオリコンデイリーチャートでは4位を記録。ウィークリーチャートでも6位を記録し、自己最高位を更新した。
インディーズ・レーベルからのシングルがオリコンの週間チャートにトップ10入りしたガールズアイドルグループは、2006年に「桜の花びらたち」で10位を記録したAKB48以来となる。

## 収録曲
1. シアワセのエナジー
  - 作詞：H(eichi)／作曲・編曲：SHiNTA
2. 祭りの夜〜君を好きになった日〜
  - 作詞：H(eichi)／作曲・編曲：SHiNTA
  - 2012年4月17日のデビュー1周年公演で初披露された楽曲。
3. シアワセのエナジー（inst）
4. 祭りの夜〜君を好きになった日〜（inst）

## 参考
- TOWER RECORDS ONLINE ニュース：LinQ、最新シングルがオリコン週間ランキング6位!　AKB48と並ぶ快挙
- TOWER RECORDS bounce 連載『ZOKKON SUMMER SHOCK!』